# Lou! (Comic)
Lou! ist ein frankobelgischer Comic des Zeichners Julien Neel.

## Inhalt
Das fröhliche Mädchen Lou lebt zusammen mit ihrer alleinerziehenden Mutter und einer zugelaufenen Katze in der Großstadt. Dabei erlebt sie kleine Abenteuer des alltäglichen Lebens. So ist sie in den Nachbarsjungen Tristan verliebt, die Eltern von Lous Freundin Mina trennen sich, und Lou fährt mit ihrer Mutter und der Katze in den Urlaub zu ihrer grummeligen Großmutter nach Mortebouse, ein Dorf in der französischen Provinz.

## Veröffentlichung
Der Gagcomic erschien zunächst im Magazin Tchô!, später in Alben bei Glénat. Von 2004 bis 2018 erschienen in Frankreich bisher acht Alben, in Deutschland Band 1 bis 6 bei Tokyopop, Band 7 bei Popcom, Band 8 bei Finix Comics.
1. Journal Infime (2004); deutsch: Klitzegeheimes Tagebuch (2010)
2. Mortebouse (2005); deutsch: Sonnenschein & Rosenkohl (2010)
3. Le cimetière des autobus (2006); deutsch: Der Busfriedhof (2010)
4. Idylles (2007); deutsch: Liebeleien (2011)
5. Laser Ninja (2009); deutsch: Laser Ninja (2012)
6. L’Âge de cristal (2012); deutsch: Kristallzeit (2013)
7. La cabane (2016); deutsch: Das Baumhaus (2017)
8. En route vers de nouvelles aventures (2018); deutsch: Auf zu neuen Abenteuern (2022)

Der erste Zyklus ist mit Band 8 beendet worden. 2020 ist in Frankreich der erste Band eines zweiten Zyklus mit dem Titel Lou! Sonata erschienen, der Lou als junge Frau mit ihrem Leben als Studentin zeigt.

## Auszeichnungen
Der erste Band wurde 2005 für den Jugend-Comicpreis des Festival International de la Bande Dessinée d’Angoulême nominiert. 2010 gewann der fünfte Band diesen Preis beim Festival von Angoulême.